# Elachyleon punctipennis
Elachyleon punctipennis är en insektsart som beskrevs av Peter Esben-Petersen 1927. 
Elachyleon punctipennis ingår i släktet Elachyleon och familjen myrlejonsländor. Inga underarter finns listade i Catalogue of Life.